# Tsitsernavank
Tsitsernavank ou Tzitsernagavank (en arménien Ծիծեռնավանք) est un monastère arménien  situé au Haut-Karabagh, non loin du monastère de Tegh. Le site a été fondé au Ve siècle sur les terres du royaume d'Arménie. Il est composé d'une église de type basilical et comprend des khatchkars à proximité.

## Histoire
Initialement, la basilique de Tsitsernavank aurait abrité des reliques de Saint-Georges.
Dans le passé, le monastère a appartenu au diocèse de Tatev et est mentionné comme un centre religieux notable par l'historien du XIIIe siècle Stepanos Orbelian et l'évêque Tovma Vanandetsi.
En 1613, le mur fortifié du monastère fut réparé et sa porte en forme de voute a été érigée. L'inscription en arménien de cet acte a disparu entre 1989 et 1992, pendant la première guerre du Haut-Karabakh.
Pendant la période soviétique, le village fut rebaptisé Gusulu et l'église n'a plus été utilisée mais conservée comme monument historique.
L'église Saint-Georges (Saint-Gevorg) de Tsitsernavank a été reconsacrée en octobre 2001, après une lourde restauration en 1999-2000 et est le lieu de célébration de festivals annuels en l'honneur de Saint-Georges.
Le monastère et le district de Latchine sont transférés sous administration de l'Azerbaïdjan le 1er décembre 2020 dans le cadre de l'accord de cessez-le-feu sur le Haut-Karabakh de 2020.

## Galerie

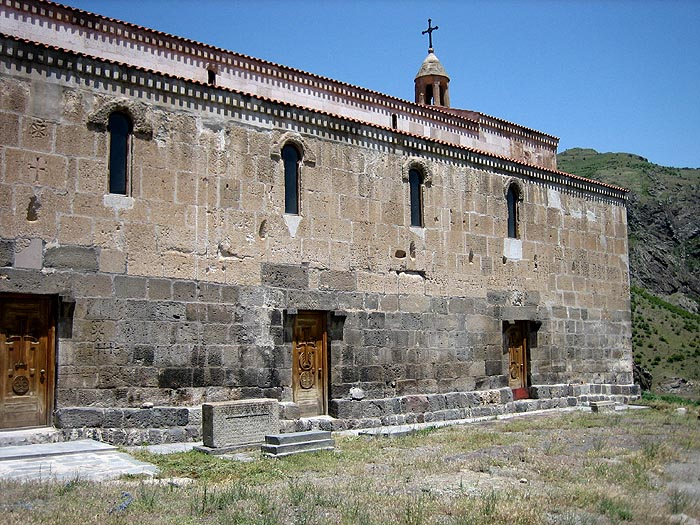
Mur sud du monastère
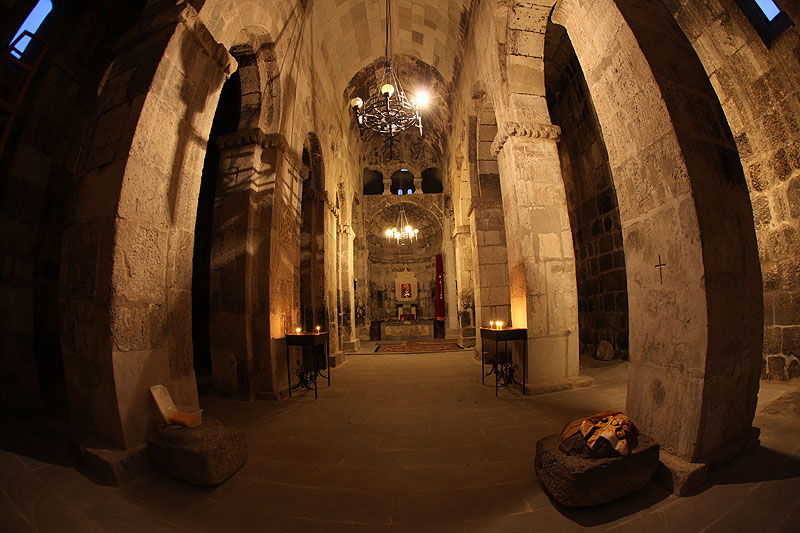
Intérieur du monastère
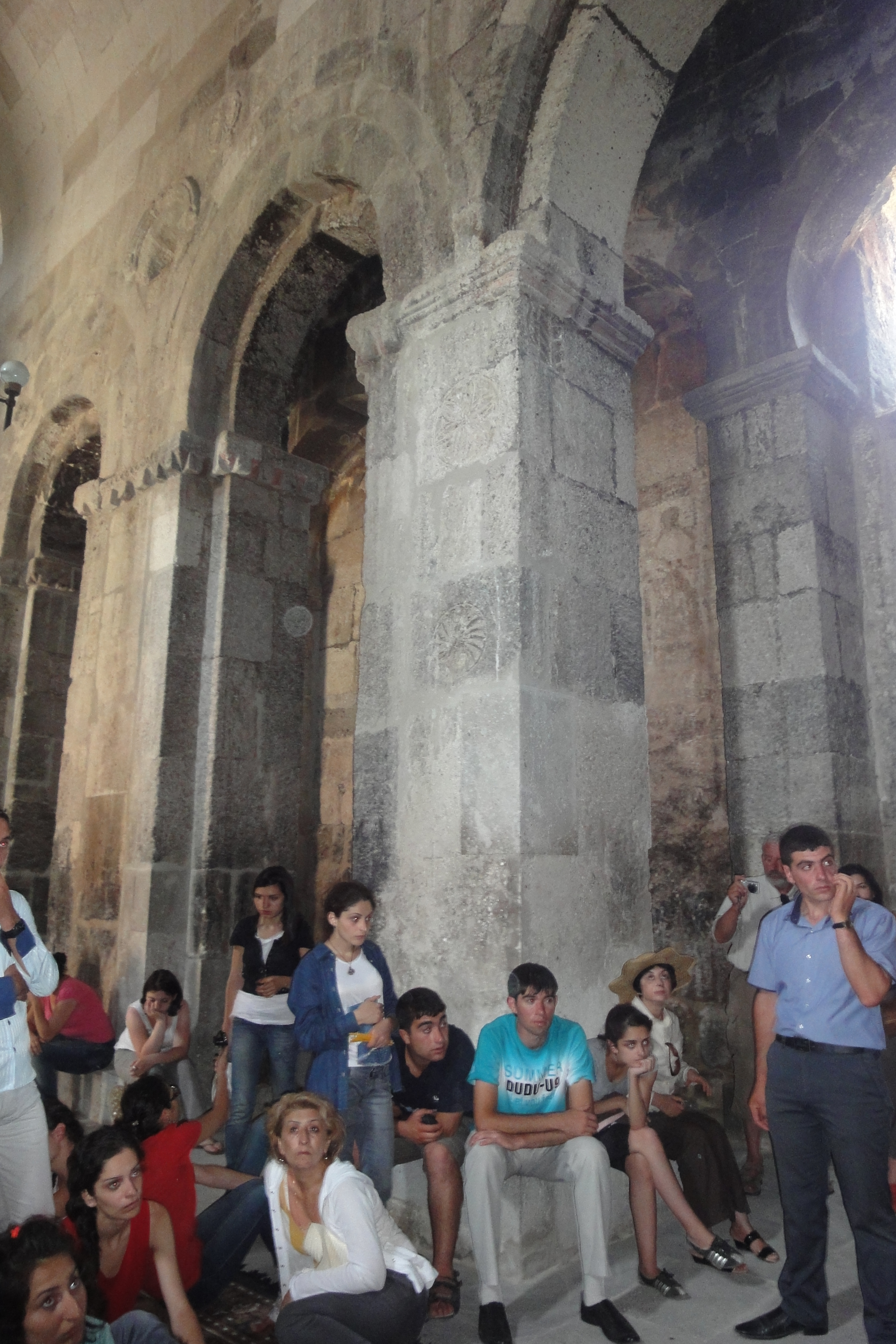
Visiteurs dans le monastère
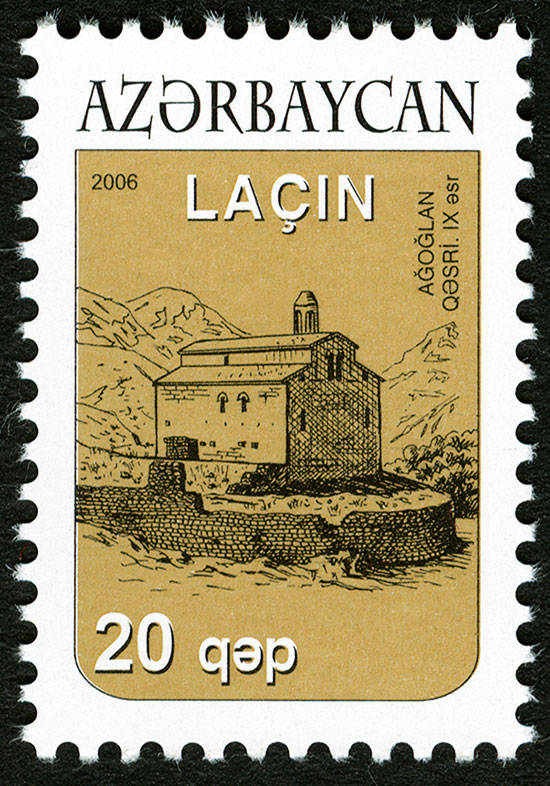
Timbre représentant le monastère